# Pontificia facoltà teologica Teresianum
La Pontificia Facoltà teologica e l'Istituto di spiritualità "Teresianum" è una facoltà universitaria della Chiesa cattolica con sede a Roma, fondata dall'Ordine dei Carmelitani Scalzi. Coltiva discipline nell'ambito delle scienze umane e, in modo particolare, quelle teologiche e spiritualità.

## Storia

### Facoltà teologica
La Facoltà teologica "Teresianum" dei Carmelitani Scalzi comincia il proprio cammino col decreto di erezione da parte della Sacra Congregazione dei Seminari e delle Università degli Studi del 16 luglio 1935. Sebbene in quel decreto si parli degli ordinari tre gradi accademici (baccalaureato, licenza e dottorato), gli statuti del 1935 parlano solo di licenza e di dottorato e, di fatto, la facoltà di concedere anche il baccalaureato, venne data esplicitamente dalle Santa Sede solo il 25 marzo 1957 e rinnovata il 20 luglio 1960.
Inserita, per i primi venticinque anni, nel Collegio internazionale dei carmelitani scalzi, la Facoltà seguì le alterne vicende dello stesso Collegio e, durante il periodo della Seconda guerra mondiale l'attività del centro venne ridotta al minimo per l'impossibilità di avere studenti e professori dalle provincie non italiane. Una volta terminato il conflitto mondiale, la vecchia sede della Facoltà in via corso d'Italia con gli anni divenne insufficiente; pertanto su iniziativa dei padri Pier Tommaso della Vergine del Carmelo e Silverio di santa Teresa, fu eretta una nuova sede accanto alla Basilica di San Pancrazio, la cui inaugurazione ebbe luogo nell'aprile del 1955.
Il titolo di Pontificia Facoltà teologica fu concesso il 23 maggio 1963, da papa Giovanni XXIII, mentre nel 1968 ne fu consentito l'accesso a chiunque volesse approfondire i propri studi. I nuovi statuti, opportunamente riveduti, furono presentati alla congregazione nel 1970 e approvati il 12 marzo 1973 ad experimentum, previdero una duplice specializzazione: antropologia teologica, in seno alla Facoltà; e teologia spirituale, afferente all'Istituto di spiritualità.
Con la pubblicazione, della Costituzione apostolica Sapientia Christiana del 15 aprile 1979 e delle successive Ordinationes del 29 aprile dello stesso anno, gli statuti furono nuovamente riesaminati e, il 15 ottobre 1982 – in occasione del quarto centenario della morte di santa Teresa d'Avila, contitolare della Facoltà insieme a san Giovanni della Croce – furono finalmente approvati ad triennium con la duplice specializzazione.

### Istituto di spiritualità
Le premesse per la fondazione dell'Istituto giunsero da plurime contingenze favorevoli: oltre all'opera di padre Gabriele di santa Maria Maddalena, nel 1955, infatti, il Capitolo generale propose l'istituzione – di fatto dal 16 ottobre 1957 – d'un tirocinio speciale, di almeno un anno, concernente la spiritualità del Carmelo; fecero seguito l'esplicita richiesta dalla Santa Sede datata 5 maggio 1959 e il nulla osta del 23 luglio 1959 dalla congregazione dei religiosi affinché l'Istituto di spiritualità non fosse ad appannaggio dei soli Carmelitani, ma accogliesse anche sacerdoti, chierici, religiosi e laici di ambo i sessi.
Al termine del corso veniva conferito un diploma. I corsi furono suddivisi in due sezioni: quella in lingua latina, più approfondita, per i sacerdoti; e quella di cultura, in lingua italiana, per gli altri. 

Approvato ad experimentum per un triennio, l'Istituto ricevette l'approvazione definitiva il 10 dicembre 1963. In data 8 settembre 1964, la Sacra congregazione dei seminari e delle università degli Studi l'elevò al rango accademico, consentendo agli alunni licenziati in teologia l'ottenimento del dottorato in teologia con specializzazione in teologia spirituale. Diversamente, a coloro i quali fossero sprovvisti di licenza fu possibile il conferimento del diploma di magistero in teologia spirituale oppure il diploma di perizia in teologia spirituale.

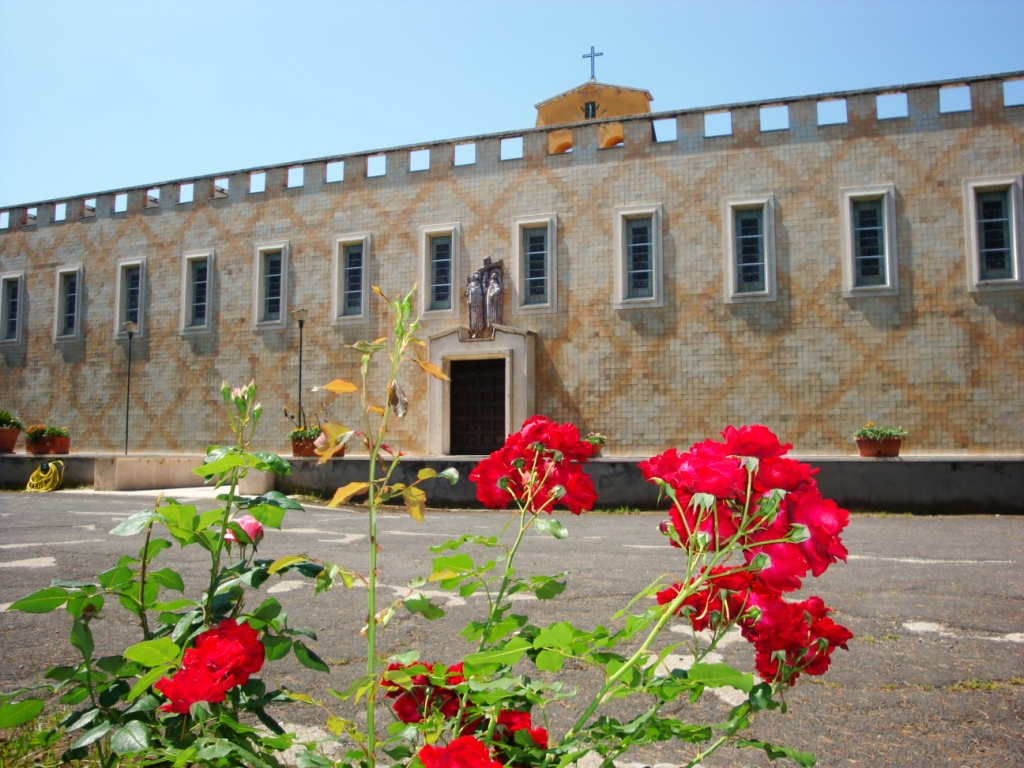
Cappella

### Specializzazione in anthropologia theologica
La specializzazione in anthropologia theologica fu introdotta nel 1968 per rispondere alle Normae Quaedam ad constitutionem apostolicam Deus scientiarum Dominus de studiis academicis ecclesiasticis recognoscendam della congregazione per l'educazione cattolica che prevedeva l'articolazione in tre cicli: istituzionale, licenza e dottorato. Nella prima redazione degli statuti del 1970, la Facoltà optò per il mantenimento dell'Istituto di spiritualità nella duplice sezione accademica (licenza e dottorato) e di cultura (diploma di perizia) congiuntamente alla creazione della specializzazione in anthropologia theologica. La struttura accademica, ratificata negli statuti approvati della Congregazione il 12 marzo 1982, dal febbraio 2005 ha cambiato denominazione in antropologia cristiana.

## Struttura

### Facoltà
L'intero tirocinio accademico offerto dal Teresianum si svolge su tre livelli:
- Ciclo istituzionale
- Ciclo per la licenza
- Ciclo per il dottorato

### Istituto Pontificio di Spiritualità

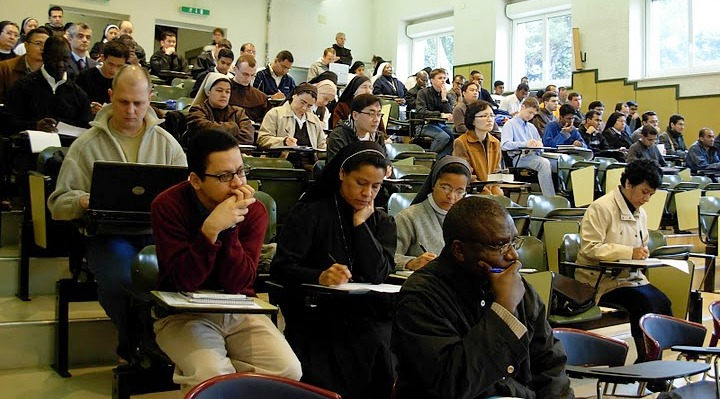
Aula Magna

L'Istituto Pontificio di Spiritualità dispone di due sezioni: una di specializzazione (licenza e dottorato) e la seconda di cultura (diploma di perizia).

## Biblioteca

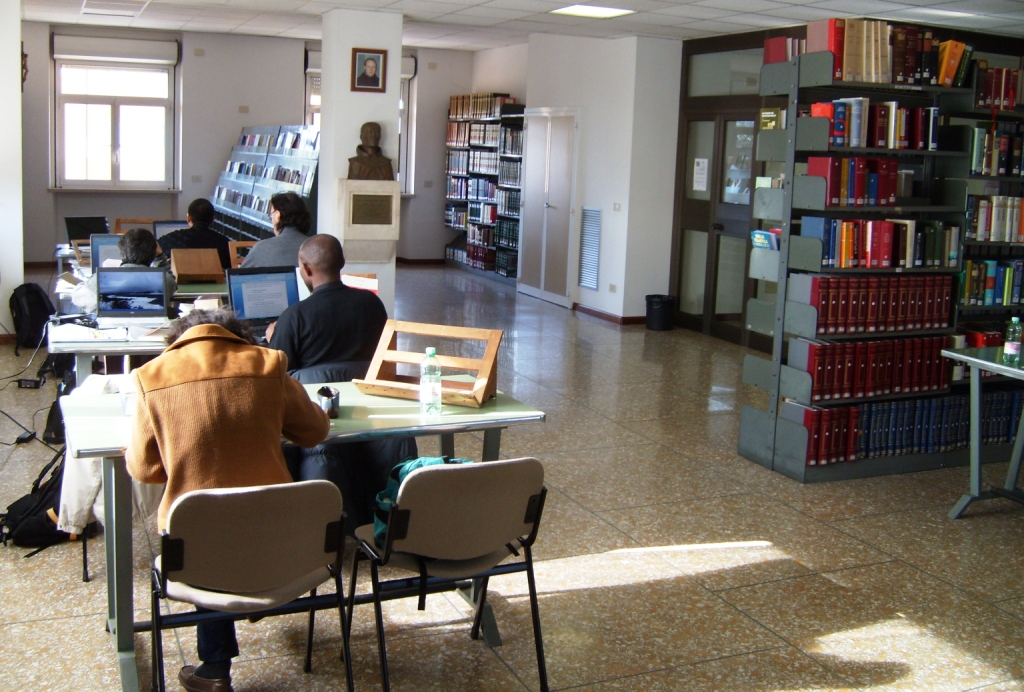
Biblioteca

La biblioteca del Teresianum ebbe inizio nel 1735, quando la casa generalizia dell'ordine dei carmelitani scalzi, lasciò il convento di santa Maria della Scala in Trastevere e pose la sua sede nel palazzo Barberini in via dei Giubbanari. Dopo il 1896 ottenne gran parte della libreria del cardinale Raffaele Monaco La Valletta, morto quel medesimo anno. Agli inizi del novecento, quando la curia generalizia si trasferì a Corso d'Italia, la biblioteca si ampliò fortemente grazie all'apporto di testi da quasi tutte le provincie dell'ordine; l'offerta al centro scientifico dell'ordine ebbe avvio in previsione della fondazione del Collegio Internazionale presso la nuova Casa generalizia.

## Istituti e centri dipendenti
- Studium de Notre-Dame de Vie
- Istituto Teologico Leoniano
- École théologique Saint-Cyprien
- Jyothir Bhavan Institue of Theology
- Centro de estudios de los valores humanos (CEVHAC)
- Centro internacional Teresiano-Sanjuanista (CITeS)

## Pubblicazioni
- Rivista Teresianum
- Bibliographia Internationalis Spiritualitatis (BIS)
- Archivum Bibliographicum Carmeli Teresiani (ABCT)
- Collana Fiamma Viva

## Presidi
...
- Philippe de la Trinité (1954-1963)

...
- Bruno Moriconi (2000-2003)
- Virgilio Pasquetto (2003-2008)
- Aniano Álvarez-Suárez (2008-2011)
- Joseph Varghese Maliakkal (2011-2014)
- Denis Chardonnens (2014-2020)
- Christof Betschart (dal 2020)

## Gran cancellieri
- Guglielmo (Augusto) Lechner (1935-1937)
- Pietro Tommaso (Vittorio) Sioli (1937-1946)
  - Silverio (Julián) Gómez (1946-1947) Gran cancelliere ad interim
- Silverio (Julián) Gómez (1947-1954)
  - Maria Eugenio (Henri) Grialou (1954-1955) Gran cancelliere ad interim
- Anastasio (Alberto) Ballestrero (1955-1967)
- Michelangelo (Miguel) Bátiz Bilbao (1967-1973)
- Finiano (James) Monahan (1973-1979)
- Filippo Sainz de Baranda López (1979-1991)
- Camillo Maccise (1991-2003)
- Luis Aróstegui Gamboa (2003-2009)
- Saverio (Antonio Gennaro) Cannistrà (2009-2021)
- Miguel Márquez Calle (dal 2021)